# Charles Miller (réalisateur)
Pour les articles homonymes, voir Charles Miller.
Charles Miller est un réalisateur et un acteur américain, de l'époque du cinéma muet, né en 1857 à Saginaw (Michigan), et mort le 14 novembre 1936 à New York (État de New York).

## Filmographie

### Comme réalisateur
- 1914 : The Courtship of O San
- 1914 : O Mimi San
- 1916 : Les Quatre Irlandaises (A Corner in Colleens)
- 1916 : La Petite Servante (Plain Jane)
- 1917 : Le Secret de Dolly (The Secret of the Storm Country)
- 1917 : Polly Ann
- 1917 : La Petite Châtelaine (Wee Lady Betty)
- 1917 : L'Attrait du cirque (The Sawdust Ring) (réalisé avec Paul Powell)
- 1917 : L'Idole de l'Alaska (The Flame of the Yukon)
- 1917 : The Hater of Men
- 1917 : Bawbs o' the Blue Ridge
- 1917 : Wild Winship's Widow
- 1917 : La Route de l'honneur (The Dark Road )
- 1917 : Blood Will Tell
- 1917 : The Little Brother
- 1917 : Princess of the Dark
- 1918 : The Service Star
- 1918 : The Fair Pretender
- 1918 : At the Mercy of Men
- 1918 : Unfaithful
- 1918 : Par droit d'achat (By Right of Purchase)
- 1918 : Le Fantôme du passé (The Ghosts of Yesterday)
- 1919 : Love, Honor and -- ?
- 1919 : A Dangerous Affair
- 1919 : The Great Victory, Wilson or the Kaiser? The Fall of the Hohenzollerns
- 1920 : The Law of the Yukon
- 1920 : High Speed
- 1922 : The Man She Brought Back
- 1925 : Ship of Souls

### Comme acteur
- 1914 : Romance of Sunshine Alley de Scott Sidney : Bill Cross
- 1916 : The Payment de Raymond B. West : Robert Reyburn
- 1916 : The Corner de Walter Edwards
- 1916 : The Market of Vain Desire de Reginald Barker : Comte Bernard de Montaigne
- 1916 : The Corner de Walter Edwards : le collecteur des loyers
- 1920 : Pour le cœur de Jenny (An Eastern Westerner) de Hal Roach
- 1923 : A Clouded Name de Austin O. Huhn : Sam Slocum
- 1928 : Le Gosse du cirque (The Circus Kid) de George B. Seitz : Cadwallader
- 1928 : The Road to Ruin de Dorothy Davenport : M. Canfield